# La Orchila
La Orchila est une île de la mer des Caraïbes sous la souveraineté du Venezuela. Elle fait partie des Dépendances fédérales.
Une base militaire et une résidence d'État sont implantées sur l'île qui possède de nombreuses plages, dont une au sable très rosé (Arena Rosada). L'île possède un phare et une piste d'atterrissage de 3200 m de longueur. En 2018, l'armée russe a publié un plan de déploiement de bombardiers stratégiques supersoniques Tupolev Tu-160 sur l'île.